# Pheidole mimula
Pheidole mimula är en myrart som beskrevs av Wheeler 1916. Pheidole mimula ingår i släktet Pheidole och familjen myror. Inga underarter finns listade i Catalogue of Life.